# Шокоян
Шокоян (фр. Chokoyan) — небольшой город и супрефектура в Чаде, расположенный на территории региона Ваддай. Входит в состав департамента Уара.

## Географическое положение
Город находится в восточной части Чада, к востоку от вади Моярум, на высоте 582 метров над уровнем моря.
Шокоян расположен на расстоянии приблизительно 675 километров к востоку-северо-востоку (ENE) от столицы страны Нджамены.

## Население
По данным официальной переписи 2009 года численность населения Шокояна составляла 34 327 человека (16 435 мужчин и 17 892 женщины). Население супрефектуры по возрастному диапазону распределилось следующим образом: 53,3 % — жители младше 15 лет, 42 % — между 15 и 59 годами и 4,7 % — в возрасте 60 лет и старше.

## Транспорт
Ближайший аэропорт расположен в городе Абеше.